# Oswaldgrabenbach (Kainach)
Der Oswaldgrabenbach, auch Oswaldbach, ist ein rund 10,2 Kilometer langer, rechter Nebenfluss der Kainach in der Steiermark.

## Verlauf
Der Oswaldgrabenbach entsteht nahe der Gemeindegrenzen zu Maria Lankowitz und Sankt Margarethen bei Knittelfeld im westlichen Teil der Gemeinde Kainach bei Voitsberg im westlichen Teil der Katastralgemeinde Oswaldgraben an einem Hang südsüdwestlich der Terenbachalm und östlich der Ochsenhütte. Er fließt in wenig ausgeprägten Talschlingen insgesamt nach Ostsüdosten. Sein Lauf bildet großteils die Grenze zwischen den Katastralgemeinden Oswaldgraben und Kainach. Kurz vor seiner Einmündung in die Kainach bildete der Oswaldgrabenbach einen 642 Meter langen Seitenarm aus, der auf neueren Karten nicht mehr verzeichnet ist. Er mündet südlich der Ortschaft Gallmannsegg und des Jagglwirtes und nördlich der Ortschaft Kainach bei Voitsberg etwa 25 Meter westlich der Landesstraße L341 in die Kainach, die kurz danach von bisherigem Süd- auf Südsüdostlauf schwenkt. Auf seinem Lauf nimmt der Oswaldgrabenbach mehrere benannte sowie unbenannte Wasserläufe auf.
| Zuläufe und Bauwerke \| Oswaldgrabenbach (Kainach) \| Oswaldgrabenbach (Kainach) \| Oswaldgrabenbach (Kainach) \| \| -------------------------- \| -------------------------- \| -------------------------- \| \| Legende \| \| \| \| Kainach bei Voitsberg \| \| Kainach bei Voitsberg \| \| \| \| \| \| \| \| Hüttenbach \| \| \| \| Bärenwaldbach \| \| Fuchsgrabenbach \| \| \| \| \| \| Saugrabenbach \| \| \| \| Kienbacherbach \| \| \| \| Klausenbach \| \| Holzmannbach \| \| \| \| \| \| Stüblerbach \| \| Breitenbach \| \| \| \| Tipplerbach \| \| \| \| Waldschusterbach \| \| \| \| \| \| Kernschneiderbach \| \| \| \| Gsturmnitzgraben \| \| \| \| Paulhubergrabenbach \| \| \| \| Ödtalerbach \| \| Kainach \| \| \| |  |                       |
| Oswaldgrabenbach (Kainach) |  |                       |
| Legende |  |                       |
| Kainach bei Voitsberg |  | Kainach bei Voitsberg |
| |  |                       |
| |  | Hüttenbach            |
| |  | Bärenwaldbach         |
| Fuchsgrabenbach |  |                       |
| |  | Saugrabenbach         |
| |  | Kienbacherbach        |
| |  | Klausenbach           |
| Holzmannbach |  |                       |
| |  | Stüblerbach           |
| Breitenbach |  |                       |
| Tipplerbach |  |                       |
| Waldschusterbach |  |                       |
| |  | Kernschneiderbach     |
| |  | Gsturmnitzgraben      |
| |  | Paulhubergrabenbach   |
| |  | Ödtalerbach           |
| Kainach |  |                       |